# Boigny-sur-Bionne
Boigny-sur-Bionne är en kommun i departementet Loiret i regionen Centre-Val de Loire strax norr Frankrikes mitt. Kommunen ligger i kantonen Saint Jean-de-Braye som tillhör arrondissementet Orléans. År 2022 hade Boigny-sur-Bionne 2 106 invånare.

## Befolkningsutveckling
Antalet invånare i kommunen Boigny-sur-Bionne
| Referens: INSEE |